# Bon Voyage (Koda Kumi)
Bon Voyage è l'undicesimo album in studio della cantante giapponese Koda Kumi, pubblicato nel 2014.

## Tracce
1. Introduction: Bon Voyage – 1:30
2. Show Me Your Holla – 3:08
3. Loaded (feat. Sean Paul) – 4:17
4. Winner Girls – 3:21
5. Imagine – 4:14
6. Koishikute (恋しくて) – 5:11
7. LaLaLaLaLa – 3:37
8. Let's Show Tonight – 1:21
9. Interlude: Bon Voyage – 1:12
10. Touch Down – 3:44
11. Crank Tha Bass (feat. OVDS) – 3:15
12. LOL – 3:28
13. Go to the Top – 3:49
14. Dreaming Now! – 4:18
15. On Your Side – 2:59
16. U KNOW – 3:24